# Barnawartha
Barnawartha is een plaats in de Australische deelstaat Victoria en telt 1207 inwoners (2006).